# Kojiki Den
O Kojiki Den (古事記伝) é uma obra escrita em 1798 pelo estudioso nativo Motoori Norinaga.
Trata-se de um livro de comentários ao Kojiki, no qual Motoori Norinaga torna acessível ao leitor da época o livro original, escrito numa linguagem que o tornava legível para os seus contemporâneos. Ele insiste nos seus escritos na veracidade da era dos deuses e regularmente ataca as obras dos neoconfucionistas. Ele ataca em particular as publicações de Tō Keikan, neoconfucionista e defensor da tese de origem chinesa do imperador Jinmu. O seu conhecimento meticuloso dos textos permite-lhe desacreditar os seus oponentes e, assim, estabelecer a reputação do Kokugaku.